# Métazeunérite
La métazeunérite est un minéral de la famille des phosphates qui appartient au groupe de la méta-autunite. Il a été découvert en 1937 dans une mine proche du village de Schneeberg, dans l'arrondissement des Monts-Métallifères du Land de Saxe (Allemagne), et nommé ainsi pour sa parenté avec la zeunérite.

## Caractéristiques
C'est un arséniate d'uranyle et de cuivre hydraté. Comme les autres minéraux du groupe de la méta-autunite auquel il appartient, sa structure moléculaire se compose de couches alternées d'arséniate et uranyle. Il forme une série de solution solide avec la métatorbernite, dans laquelle le remplacement progressif de l'arsenic par le phosphore donne les différents minéraux de la série. Il cristallise dans le système tétragonal formant des cristaux rectangulaires à tabulaires, ou pyramidaux terminés en pointe. Il présente souvent des faces rugueuses et striées horizontalement. De même, il a très souvent un habitus folié sous forme d'agrégats micacés. Il est souvent maclé méroédriquement. Il forme des croissances sur des cristaux de trögerite et d'uranospinite, avec des axes parallèles. Il peut être utilisé comme minerai d'uranium. Comme il est radioactif, il doit être manipulé avec les précautions d'usage.

## Classification
Selon la classification de Nickel-Strunz, la métazeunérite appartient à "08.EB: Phosphates et arséniates d'uranyle, avec un rapport UO2:RO4 = 1:1", avec les minéraux suivants : autunite, heinrichite, kahlerite, nováčekite-I, saléeite, torbernite, uranocircite, uranospinite, xiangjiangite, zeunérite, métarauchite, rauchite, bassetite, lehnerite, méta-autunite, métasaléeite, métauranocircite, métauranospinite, métaheinrichite, métakahlerite, métakirchheimerite, métanováčekite, métatorbernite, przhevalskite, méta-lodevite, abernathyite, chernikovite, méta-ankoléite, natrouranospinite, trögerite, uramphite, uramarsite, threadgoldite, chistyakovaïte, arsénuranospathite, uranospathite, vochtenite, coconinoïte, ranunculite, triangulite, furongite et sabugalite.

## Formation et gisements
C'est un minéral rare qui se forme comme minéral secondaire dans la zone d'oxydation de gisements d'altération hydrothermale d'uranium enrichis en arsenic. Il est généralement associé à d'autres minéraux tels que la torbernite, la trögerite, la walpurgite, l'uranospinite, l'érythrite, la mimétite, la pharmacosidérite, l'olivénite ou la chalcophyllite.